# 黒井村駅
黒井村駅（くろいむらえき）は、山口県下関市豊浦町大字黒井にある、西日本旅客鉄道（JR西日本）山陰本線の駅である。

## 概要
周辺は下関市中心部のベッドタウンとなっている。
駅名の「黒井村」とは、以前当地に存在した村名に基づく。黒井村は1955年（昭和30年）に合併し豊浦町となり、更に現在は下関市に含まれている。
以前当駅付近に立地していた「マリンピアくろい」では毎年夏期に「くろいジャズフェスティバル」（後「くろいシーサイドサウンド」）が開催され、1980年代 - 1990年代にかけては開催当日に博多 - 当駅間を結ぶ臨時快速列車「くろいジャズフェスティバル号」（後「くろいシーサイドサウンド号」）が運転された。

## 歴史
- 1914年（大正3年）4月22日：長州鉄道の駅として開設[1]。客貨取扱開始。
  - 当時の所在地表示は山口県豊浦郡黒井村大字黒井であった。
- 1925年（大正14年）
  - 6月1日：長州鉄道線幡生以北国有化、鉄道省小串線（現・山陰本線）の駅となる。但し一車積特種扱貨物・貸切扱貨物は線内の貨物取扱駅間のみ取扱[2]。
  - 8月5日：同日より小串線外各駅相互間との一車積特種扱貨物・貸切扱貨物を取扱い[3]。
- 1933年（昭和8年）2月24日：小串線が山陰本線に編入、同線所属に変更[4]。
- 1955年（昭和30年）4月1日：豊浦町成立に伴い、所在地表示が山口県豊浦郡豊浦町大字黒井となる。
- 1978年（昭和53年）9月5日：貨物取扱廃止[5]。
- 1979年（昭和54年）3月2日：駅舎改築[6]。
- 1984年（昭和59年）2月1日：荷物扱い廃止[5]。
- 1987年（昭和62年）4月1日：国鉄分割民営化に伴い、JR西日本の駅となる[5]。
- 1991年（平成3年）4月1日：無人駅化。
- 2005年（平成17年）2月13日：下関市（第2次）成立に伴い、所在地表示が現行のものとなる。

## 駅構造
島式ホーム1面2線を有する列車交換可能な地上駅。駅舎は線路東側にあり、ホームとは跨線橋で連絡している。
下関駅管理の無人駅。駅舎内に自動券売機が設置されている。以前は有人駅であり、キオスクも出店していた。なお、無人駅化後もキオスクが暫くの間営業していた。（常備券も販売していた。）

### のりば
| ホーム | 路線      | 方向 | 行先                   |
| ------ | --------- | ---- | ---------------------- |
| 駅舎側 | ■山陰本線 | 下り | 安岡・下関方面         |
| 反対側 | ■山陰本線 | 上り | 小串・滝部・長門市方面 |

- ※案内上ののりば番号は設定されていない。

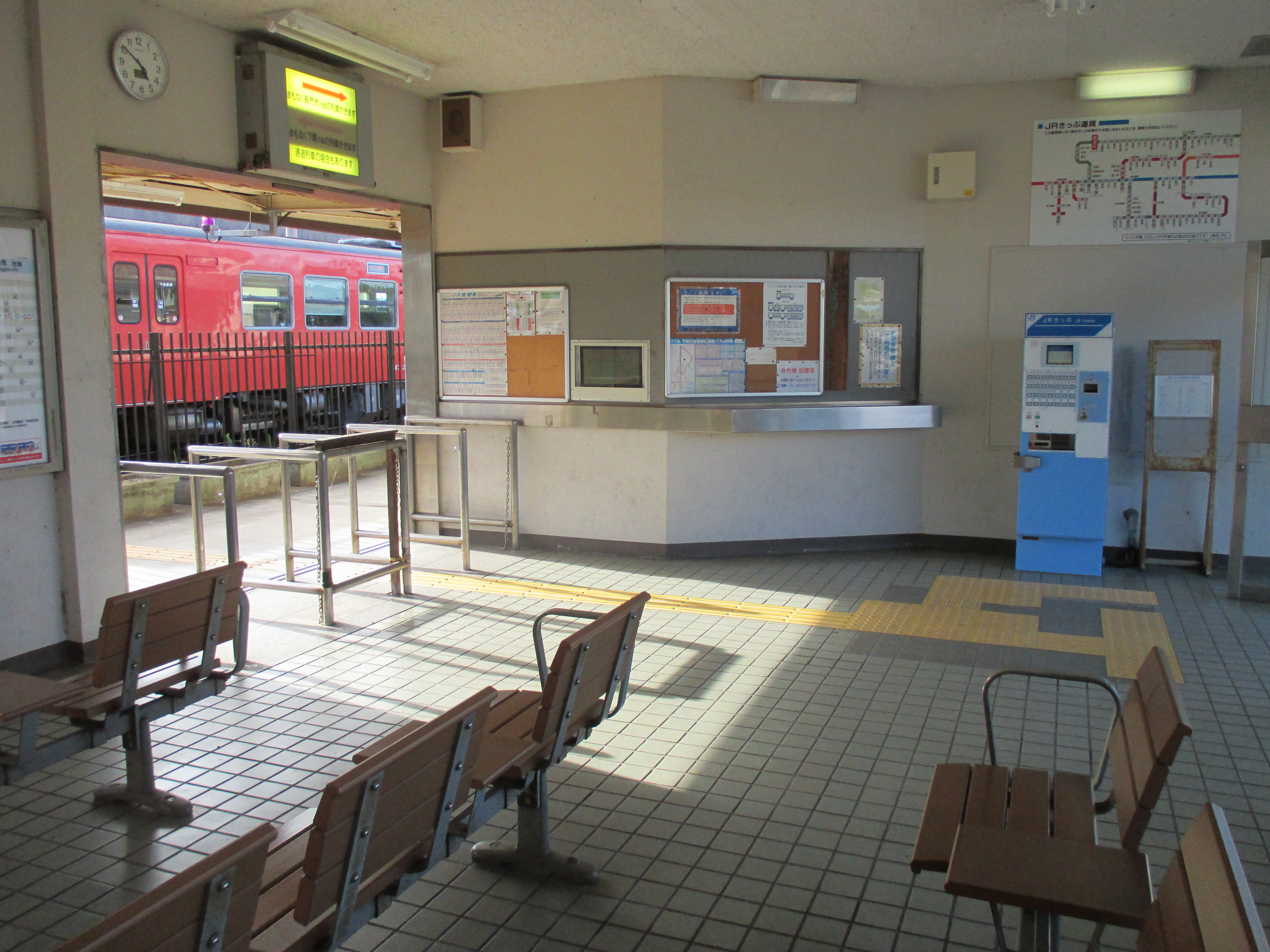
駅舎内観（2016年8月）
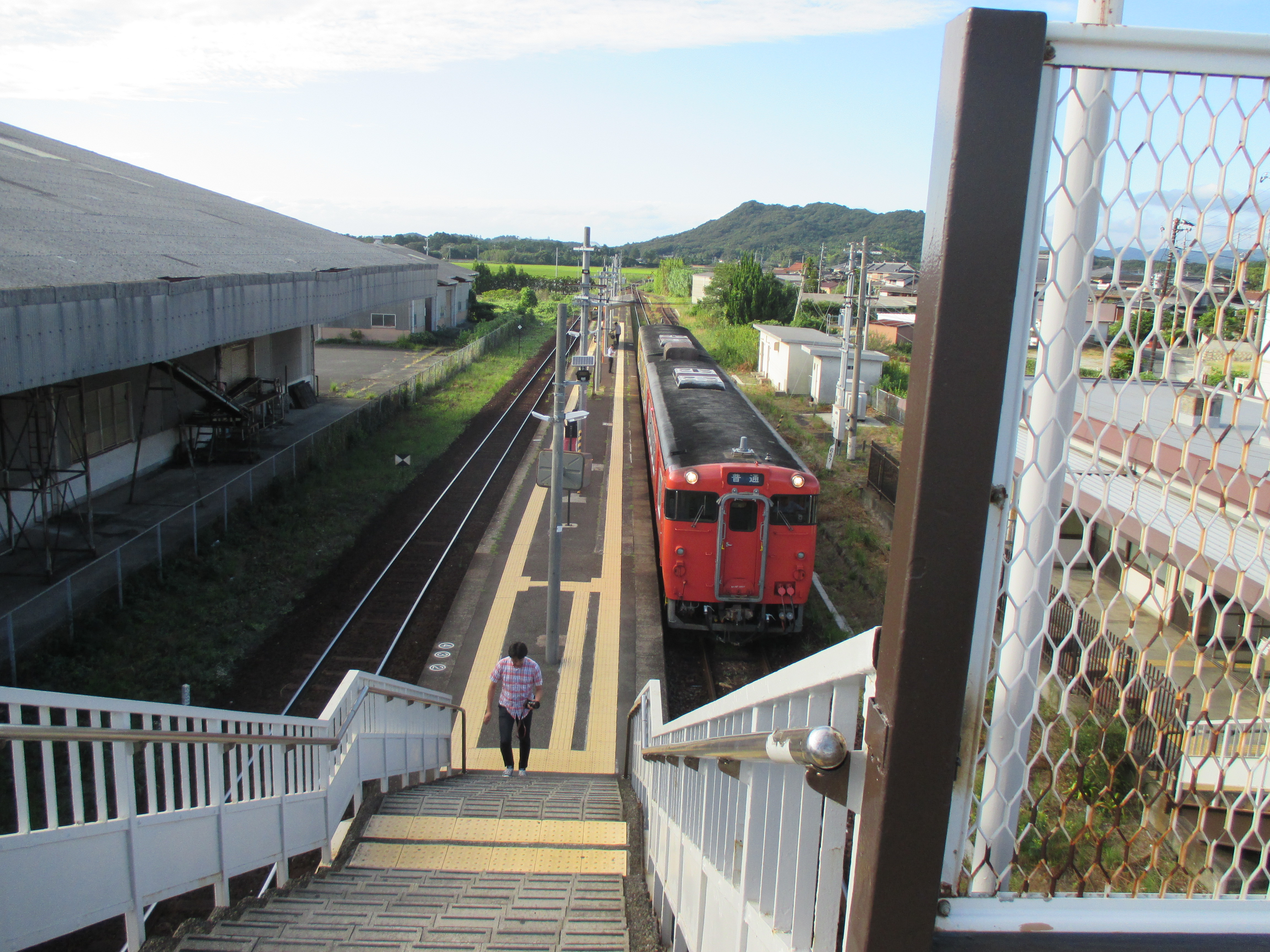
ホーム（2016年8月）

## 利用状況
近年の1日平均乗車人員の推移は以下の通り。2023年の1日当たりの利用者数は370人、年間利用客数は6万7882人である。
| 乗車人員推移 | 乗車人員推移 |
| 年度         | 1日平均人数  |
| ------------ | ------------ |
| 1999         | 515          |
| 2000         | 506          |
| 2001         | 495          |
| 2002         | 454          |
| 2003         | 431          |
| 2004         | 407          |
| 2005         | 389          |
| 2006         | 384          |
| 2007         | 361          |
| 2008         | 353          |
| 2009         | 334          |
| 2010         | 335          |
| 2011         | 339          |
| 2012         | 316          |
| 2013         | 322          |
| 2014         | 289          |
| 2015         | 288          |
| 2016         | 266          |
| 2017         | 251          |
| 2018         | 245          |
| 2019         | 238          |
| 2020         | 192          |
| 2021         | 188          |
| 2022         | 194          |
| 2023         | 185          |

## 駅周辺
- 下関市豊浦総合支所・黒井支所
- 黒井郵便局
- 下関市立誠意小学校
- 下関市立豊洋中学校
- 下関ゴルフ倶楽部
- マリンピア豊浦（旧・マリンピアくろい）
- 国道191号

### バス路線
駅前に「黒井村駅」停留所、駅前交差点そばの国道191号上に「黒井」停留所がある。サンデン交通は黒井停留所のみ停車。ブルーライン交通は路線・便により停車地が異なる。
- 黒井村駅停留所
  - ブルーライン交通
    - 吉永・川棚駅・川棚温泉・涌田・松谷・室津・室津上・豊洋台方面
- 黒井停留所
  - サンデン交通
    - 川棚駅・川棚温泉方面
    - 豊洋台・吉見駅・横野・綾羅木・山の田・東駅・唐戸・下関駅方面

  - ブルーライン交通
    - 川棚駅・川棚温泉方面

## 隣の駅
西日本旅客鉄道（JR西日本）
■山陰本線
川棚温泉駅 - 黒井村駅 - 梅ケ峠駅